# Алексеева, Елизавета Георгиевна
Елизавета Георгиевна Алексе́ева (настоящая фамилия — Добронра́вова) (1901—1972) — советская российская актриса, театральный режиссёр, педагог. Лауреат Сталинской премии второй степени (1952). Народная артистка СССР (1971).

## Биография

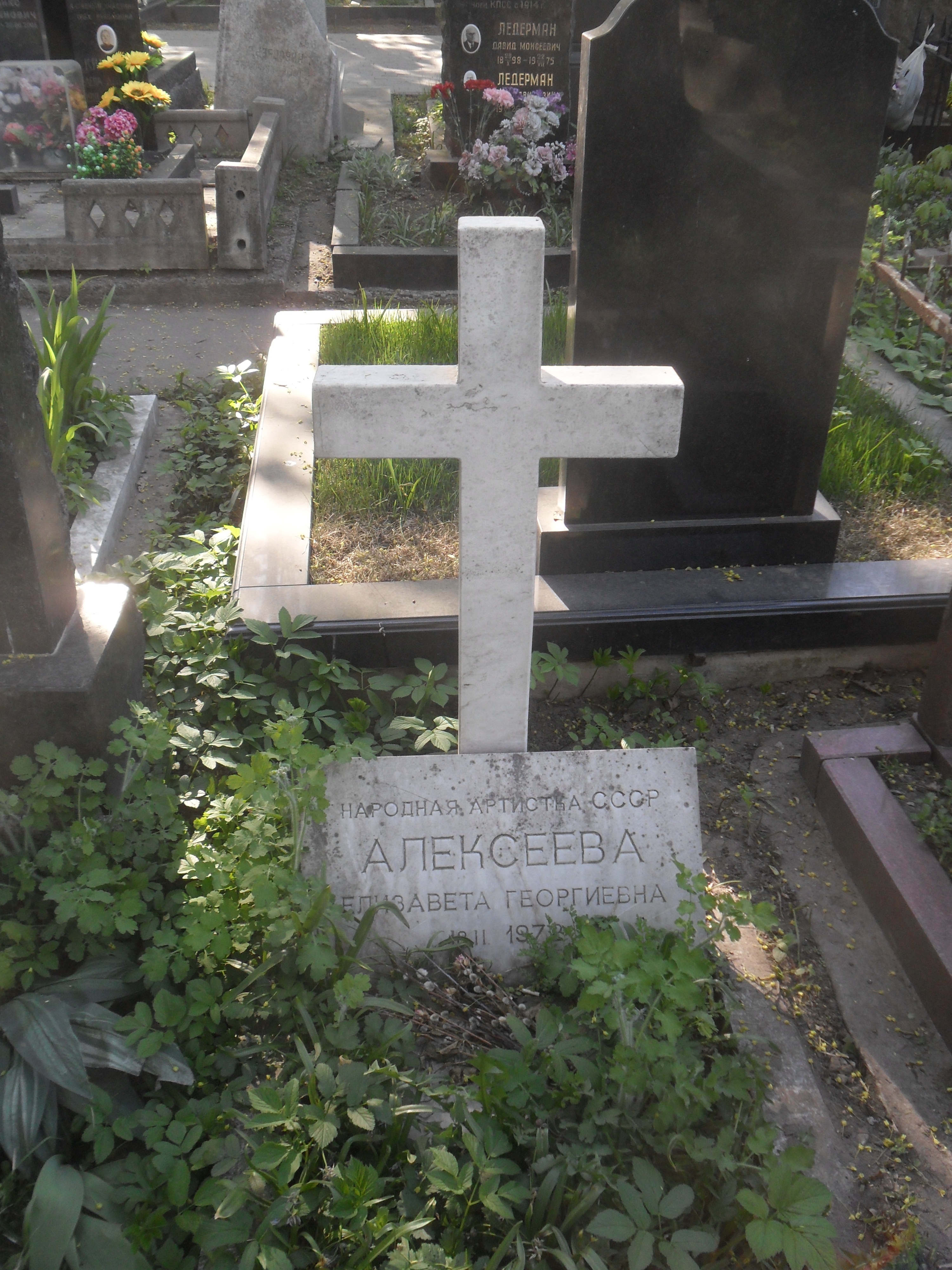
Могила Алексеевой на Новодевичьем кладбище Москвы.

Елизавета Алексеева родилась 9 (22) июня 1901 года в Москве.
Под влиянием брата Б. Г. Добронравова решила также стать драматической актрисой.
Училась в школе МХТ и Московской драматической студии Е. Б. Вахтангова (с 1920 — 3-я студия МХАТ), где в 1922 начала сценическую деятельность. После преобразования в 1926 году студии в Театр имени Е. Вахтангова — актриса этого театра.
В игре актрисы драматический темперамент сочетался с простотой и мягкостью исполнения.
Работала также как режиссёр. Ставила спектакли совместно с Р. Н. Симоновым.
Снималась в кино.
С 1930 года преподавала в школе при Театре имени Е. Вахтангова (ныне Театральный институт имени Бориса Щукина) (с 1946 — профессор).
Елизавета Георгиевна Алексеева умерла 21 февраля 1972 года (по другим источникам — 18 февраля) в Москве. Похоронена на Новодевичьем кладбище (участок № 3).

### Семья
- Брат — Борис Георгиевич Добронравов (1896—1949), актёр МХАТа. Народный артист СССР (1937).
  - Племянница — Елена Борисовна Добронравова (1932—1999), актриса Театра имени Е. Вахтангова. Заслуженная артистка РСФСР (1968).
- Брат — Сергей Георгиевич Добронравов (1894—1970), математик, механик, физик, преподаватель дисциплин Москвоведение и Некрополистика

## Награды и звания
- Заслуженный деятель искусств РСФСР (1946)
- Народная артистка РСФСР (1947)
- Народная артистка СССР (1971)
- Сталинская премия второй степени (1952) — за исполнение роли Глафиры в спектакле «Егор Булычов и другие» М. Горького
- Орден Трудового Красного Знамени (1946) — в связи с 25-летием Театра имени Е. Б. Вахтангова[6]
- Орден Трудового Красного Знамени (1971) — в связи с 50-летием Театра имени Е. Б. Вахтангова
- Медаль «За доблестный труд в Великой Отечественной войне 1941—1945 гг.»
- Медали.

## Театральные роли
- 1924 — «Женитьба» Н. В. Гоголя — сваха
- 1925 — «Виринея» Л. Н. Сейфуллиной и В. П. Правдухина, постановка А. Д. Попова, художник С. М. Исаков — Виринея
- 1927 — «Барсуки» Л. М. Леонова, ответственный режиссёр Б. Е. Захава, режиссёры: О. Н. Басов, Б. В., художник С. М. Исаков — Настя
- 1928 — «Зойкина квартира» М. А. Булгакова — мадам Иванова
- 1929 — «Заговор чувств» Ю. К. Олеши, режиссёр А. Д. Попов, художник Н. П. Акимов — Валя
- 1932, 1951 — «Егор Булычов и другие» М. Горького, режиссёр Б. Е. Захава — Глафира
- 1933 — «Интервенция» Л. И. Славина — Орловская
- 1935 — «Аристократы» Н. Ф. Погодина — Соня
- 1937 — «Человек с ружьём» Н. Ф. Погодина — Надежда
- 1939 — «Ревизор» Н. В. Гоголя, режиссёр Б. Е. Захава, художник П. В. Вильямс — Анна Андреевна
- 1944 — «Гроза» А. Н. Островского — Катерина
- 1958 — «Идиот» по роману Ф. М. Достоевского, режиссёр А. И. Ремизова — Епанчина
- 1959 — «Иркутская история» А. Н. Арбузова — первая любовь Сердюка
- 1960 — «Дамы и гусары» А. Фредро, режиссёр А. И. Ремизова — г-жа Оргонова[7]
- 1962 — «Живой труп» Л. Н. Толстого — Анна Павловна
- 1968 — «Дети солнца» М. Горького — Антоновна
- 1970 — «Память сердца» А. Е. Корнейчука — Галина Романовна

## Режиссёрские работы
- 1961 — «Стряпуха замужем» А. В. Софронова (постановка Р. Н. Симонова)
- 1962 — «Живой труп» Л. Н. Толстого (постановка Р. Н. Симонова)

## Фильмография
- 1925 — Дорога к счастью — Настя, работница
- 1938 — Детство Горького — Варвара, мать Алёши
- 1958 — Память сердца — Оливия, сестра Эйлин
- 1961 — Десять тысяч мальчиков — Элли
- 1963 — Пропало лето — женщина на рынке
- 1966 — Последний жулик — ведущая научно-популярной программы
- 1970— Освобождение — немка в разрушенном доме
- 1970— Семь невест ефрейтора Збруева — иностранная туристка («О, Ви есть путешествователь?»)